# Searcy, Arkansas
Searcy, Arkansas (phát âm là / sɜrsi /) là một thành phố lớn nhất và là thủ phủ quận White trong tiểu bang Arkansas, Hoa Kỳ. Theo ước tính dân số năm 2006 của Cục điều tra dân số Hoa Kỳ, dân số của thành phố là 20.663 người. Đây là thành phố chính của khu vực thống kê đô thị Searcy AR bao gồm tất cả quận White. Giống như quận Searcy, thành phố được đặt tên theo Richard Searcy, một thẩm phán Tòa Thượng Thẩm của vùng lãnh thổ Arkansas.
Searcy là nơi có Đại học Harding, một đại học tư thục Công giáo liên kết với các Giáo hội của Chúa Kitô và trường đại học tư thục lớn nhất của tiểu bang. Harding College (tên ban đầu của nó) chuyển đến Searcy từ Morrilton trong năm 1934, đã mua trong khuôn viên của trường nữ sinh không còn tồn tại Galloway College.